# Hans Nathan (Jurist)

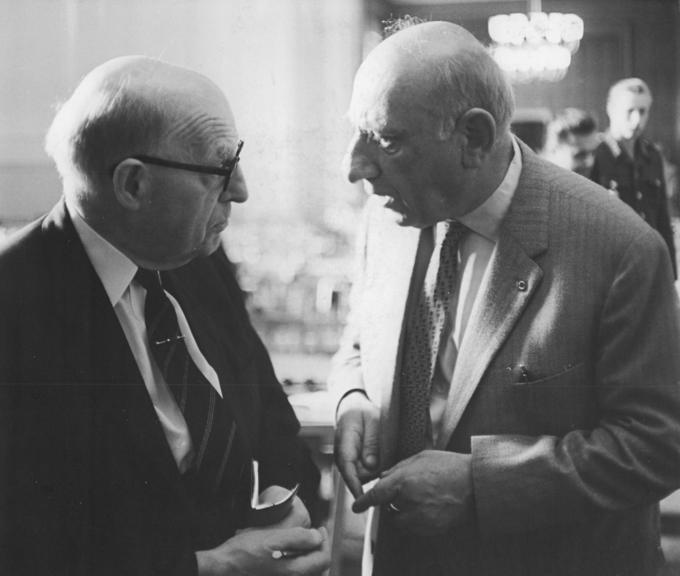
Hans Nathan (rechts) mit dem britischen Kronanwalt Denis Nowell Pritt beim Globke-Prozess am 11. Juli 1963 in Ost-Berlin

Hans Nathan (* 2. Dezember 1900 in Görlitz; † 12. September 1971 in Berlin) war ein deutscher Jurist und Hochschullehrer. Als Leiter der Hauptabteilung Gesetzgebung der Deutschen Zentralverwaltung der Justiz bzw. im Justizministerium der DDR (1948–1952) und später als Mitglied im Kollegium des Ministeriums der Justiz war er maßgeblich an der Justizgesetzgebung der DDR beteiligt und trat für die Schaffung einer eigenständigen sozialistischen Gesetzlichkeit ein.
Nathan war von 1952 bis zu seiner Emeritierung 1966 Professor für Zivil- und Zivilprozessrecht an der Humboldt-Universität zu Berlin, wo er 1952–1966 Dekan der Juristischen Fakultät und ab 1963 Direktor des Instituts für Erfinder- und Urheberrecht war.

## Ausbildung und Anwaltstätigkeit
Nathan wuchs in Görlitz in einer jüdisch-bürgerlichen, nationalliberal eingestellten Familie auf. Sein Vater war der Rechtsanwalt und spätere Notar Albert Nathan, dem um 1907 der Ehrentitel Justizrat verliehen wurde. Nach dem Abitur in Görlitz und einer halbjährigen Militärdienstzeit studierte Hans Nathan von 1919 bis 1921 Jura in Berlin, Marburg, München und Breslau. Er promovierte an der Breslauer Universität mit der Dissertation Die arglistige Erschleichung eines Urteils und absolvierte seinen juristischen Vorbereitungsdienst, das Rechtsreferendariat, in seiner Geburtsstadt und in Breslau.
Nach Bestehen des Assessorexamens arbeitete er von 1922 bis 1924 in der Rechtsanwaltskanzlei seines Vaters in Görlitz am Postplatz. Von 1925 bis 1933 wirkte er gleichberechtigt als selbständiger Rechtsanwalt in Bürogemeinschaft mit seinem Vater in dessen Villa, Postplatz 6, und einem weiteren promovierten Juristen, der zudem Notar war. Von 1928 bis 1933 gehörte der junge Rechtsanwalt Nathan der Deutschen Demokratischen Partei an.

## Emigration
Aufgrund der drohenden Verfolgung durch den Nationalsozialismus wegen seiner jüdischen Abstammung emigrierte Nathan im März 1933 nach Prag. Dort gründete er einen Verlag nicht zuletzt zur Herausgabe von Publikationen für Deutschland. Er war Mitherausgeber der Weltbühne. Nathan schloss sich 1937 kommunistischen Emigrantenkreisen an, wurde 1938 Kandidat und 1944 Vollmitglied der KPD. Im Laufe des Jahres 1939 floh er mit seiner Familie weiter über Polen und Schweden nach England. Dort wurde er 1940 für drei Monate interniert. In Manchester arbeitete Nathan unter anderem als Busfahrer und war bis 1946 in der Verkehrsverwaltung von Manchester angestellt.
Er war 1942 Gründungsmitglied der FDJ in Manchester, Mitgründer des Freien Deutschen Kulturbundes und einer Gruppe des Nationalkomitees Freies Deutschland (NKFD), die von Gottfried Hamacher als Teil der in Großbritannien gegründeten Bewegung Freier Deutscher gezählt wird. In Manchester arbeitete er mit dem britischen Politiker der Labour-Partei und späteren Mitglied des Unterhauses Frank Julian Allaun (1913–2002) zusammen, dem er 1962 im Zusammenhang mit dem Tod des Grenzsoldaten Peter Göring (1940–1962) einen Brief im Sinne der damaligen Propaganda der DDR „zur Erhaltung des Friedens“ schrieb und darin in erster Linie eine „vernünftige Regelung des Westberlinproblems“ forderte.

## Gesetzgebung in SBZ und DDR
Am 4. September 1946 kehrte Nathan nach Deutschland zurück und nahm seinen Wohnsitz in der damaligen Viersektorenstadt Berlin. Dort wurde er Mitglied der SED. Auf Empfehlung von Karl Polak (1905–1963) wandte er sich an die Juristen Ernst Melsheimer sowie Hilde Benjamin und er wurde sogleich als Vortragender Rat in der Gesetzgebungsabteilung der Deutschen Zentralverwaltung der Justiz (DJV) in der Sowjetischen Besatzungszone (SBZ) eingestellt. Präsident der DJV war Eugen Schiffer (1860–1954), der ebenfalls einst der DDP angehört hatte. Nathans Aufgabe war, die geltenden Normen des Bürgerlichen Gesetzbuchs (BGB) und des Zivilprozessrechts zu überprüfen, ggf. neu zu interpretieren, Normen mit nationalsozialistischem Inhalt aufzuheben und neue Rechtsnormen entsprechend den neuen gesellschaftlichen Verhältnissen in der SBZ auszuarbeiten. Dabei handelte er nach den rechtspolitischen Vorstellungen der herrschenden SED. In der ab 1947 von der DJV, später vom DDR-Justizministerium herausgegebenen Fachzeitschrift Neue Justiz veröffentlichte Nathan Urteilsanmerkungen, durch die seine Rechtsauffassungen und Argumente Verbreitung unter Rechtspraktikern fanden.
Im August 1948 wurde Nathan Leiter der Hauptabteilung Gesetzgebung, die nach Gründung der DDR 1949 in das Ministerium der Justiz unter Minister Max Fechner übernommen wurde. Daneben war Nathan Präsident des Berliner Justizprüfungsamts. Seine fachliche Arbeit wurde anerkannt, er geriet aber in die Kritik von SED-Funktionären wegen seiner ungenügenden Kenntnisse des Marxismus-Leninismus, angeblich „bürgerlichem Einschlag“, „mangelnde[r] Parteiverbundenheit“, „Überheblichkeit“ und einem „kühl distanzierte[n] Verhältnis zu den Nichtakademikern“ sowie „Rechtsformalismus“. Zudem trafen ihn der Verdacht der Parteiführung gegen sogenannte Westemigranten und die von Stalin ausgelöste antisemitische Kampagne gegen den „Zionismus“.
Im Februar 1952 setzte das Sekretariat des ZK der SED Nathan als Hauptabteilungsleiter im Justizministerium ab und berief ihn stattdessen zum Chefredakteur der Neuen Justiz. Im Juli 1952 beschloss das Politbüro der SED, das Bürgerliche Gesetzbuch in der DDR abzuschaffen und stattdessen ein sozialistisches Zivilgesetzbuch (ZGB) auszuarbeiten. Nathan wurde – neben Hilde Benjamin, Ernst Melsheimer, Heinz Such und Walter Ziegler – in die Parteikommission zur Kodifikation dieses neuen Gesetzes berufen, in der er eine prägende Rolle spielte.
Nachdem er bereits hauptberuflich an der Universität lehrte, war Nathan ab 1955 Mitglied im Kollegium des Ministeriums der Justiz. Nach der Babelsberger Konferenz gehörte Nathan auch den Grundkommissionen der zweiten (1958/59) und dritten (1963/64) Runde zur Kodifikation des Zivil- und Zivilprozessrechts an. Bei der letzteren hatte er die Gesamtleitung bei der Ausarbeitung der Zivilprozessordnung (ZPO) inne.

## Universitäre Tätigkeit
Ab Wintersemester 1948/49 hatte Nathan (neben seiner Tätigkeit im Justizministerium) einen Lehrauftrag für Zivilprozessrecht an der Berliner Universität. Zum 1. Oktober 1952 wurde er – mutmaßlich durch Fürsprache Hilde Benjamins – als Professor mit vollem Lehrauftrag für Zivil-, Familien- und Zivilprozessrecht an die Humboldt-Universität zu Berlin (HU) berufen. Zudem war er bis 1953 Justitiar der Universität. Anfang 1953 bezichtigte eine Mitarbeiterin der Justizverwaltung Nathan, ein Strafverfahren beeinflusst zu haben, das gegen einen jüdischen Bekannten aus der Emigration in England geführt wurde. Die Zentrale Parteikontrollkommission ordnete seine sofortige Entlassung als Chefredakteur der Neuen Justiz an. Er durfte jedoch Professor bleiben und wurde Ende 1953 wurde auf einen Lehrstuhl für Gerichtsverfassungs- und Prozessrecht umberufen. Von 1952 bis 1962 übte er (mit einer kurzen Unterbrechung) das Amt des Dekans der Juristischen Fakultät der HU aus, zudem war er stellvertretender Direktor des Instituts für Zivilrecht.
Ab 1955 war Nathan Vorsitzender des wissenschaftlichen Beirats für Staats- und Rechtswissenschaft beim Staatssekretariat bzw. beim Ministerium für das Hoch- und Fachschulwesen der DDR. Als juristischer Experte war er zudem bei der Wirtschaftspolitischen Beratungsstelle der Regierung, der Sektion Recht bei der Kammer für Außenhandel sowie dem Büro für Urheberrechte beim Ministerium für Kultur der DDR tätig. Als Dekan zeichnete Nathan 1961 den „Landesrabbiner der DDR und von Groß-Berlin“ Martin Riesenburger mit der Ehrendoktorwürde der Juristischen Fakultät aus. Nathan wurde im Jahre 1963 Gründungsdirektor des Instituts für Erfinder- und Urheberrecht an der HU. Die von ihm herausgegebenen und maßgeblich bearbeiteten Lehrbücher zum Zivilprozessrecht (1957/58) und zum Erfinder- und Neuererrecht (1968) waren Standardwerke der Juristenausbildung in der DDR. In den Ruhestand ging er 1966.

## Privatleben und Familie
Der kulturell interessierte Nathan engagierte sich besonders als Emeritus in seinem Heimatbezirk Berlin-Pankow für die Rathauskonzerte. Die Liebe zur Musik hatte seinen Ursprung im Elternhaus, wo er Klavierunterricht erhielt. Bei privaten Geselligkeiten spielte er dieses Instrument auch noch im höheren Lebensalter. Er warb im Frühjahr 1971 für das Konzert am 23. April im Pankower Ratsaal, als ihn eine Krankheit bereits ans Bett fesselte. Wie viele Wissenschaftler und Künstler wohnte Nathan zuletzt in einem Einfamilienhaus in der so genannten Intelligenzsiedlung in Schönholz, einer Ortslage im Westen des Berliner Ortsteils Niederschönhausen, in der Straße 201, in der vorübergehend die Schriftstellerin Irmgard Litten beheimatet war und auch der Historiker sowie Schriftsteller Heinz Kamnitzer wie auch der Rektor der Humboldt-Universität Walther Neye, danach Lehrstuhlinhaber für westdeutsches und ausländisches Zivilrecht, lebten. Zuvor bewohnte er nach Rückkehr aus der Emigration ein Mietshaus in der Pankower Kavalierstraße.
Nathan pflegte bestehende familiäre Beziehungen nach West-Berlin, England und den USA, wobei seine „Westverwandtschaft“ als ein Grund für seine Entfernung aus dem Ministerium der Justiz der DDR angesehen wird.
Nathan starb nach langem schweren Leiden 1971 in Berlin-Pankow. Er hinterließ seine Ehefrau Marianne, geborene Staat (* 1900 in Löwenberg/Schlesien), mit der er seit 1925 verheiratet war, und zwei Töchter: Susanne Thompson und Sabine Nathan (* 1929). Letztere promovierte 1962 zum Dr. phil. an der Humboldt-Universität zu Berlin mit einer Untersuchung über die Popularität und den literarischen Wert der Barsetshire-Reihe des englischen Schriftstellers Anthony Trollope (1815–1882), wobei sie sich auf die literarischen und kritischen Standards des 19. Jahrhunderts stützte. Sie arbeitete von 1971 bis 1975 als Hochschuldozentin für Englische Sprache und Literatur an der Universität Rostock und hatte danach ihren Lebensmittelpunkt wieder in Berlin, wo sie am 27. Juni 1996 der Historikerin Ute Schneider Auskunft zum Wirken ihres Vaters besonders in der frühen DDR gab. Sabine Nathan konnte im Mai 2009 ihren 80. Geburtstag begehen.

## Auszeichnungen
- Vaterländischer Verdienstorden (VVO) in Bronze (1959), Silber und Gold (1971).[23] Den Vaterländischen Verdienstorden in Silber erhielt Nathan 1960 als Dekan der Juristischen Fakultät der Humboldt-Universität zu Berlin.[24]
- Banner der Arbeit (1965) als Professor mit Lehrstuhl und Direktor des Instituts für Erfinder- und Urheberrecht der Juristischen Fakultät der Humboldt-Universität zu Berlin, insbesondere für seine „aufopferungsvolle Arbeit in Lehre und Erziehung auf dem Gebiet der Staats- und rechtswissenschaftlichen Forschung und der Gesetzgebung“.[25]
- Medaille für Kämpfer gegen den Faschismus 1933 bis 1945 (1958)[26]
- Ehrenbürgerrecht der Stadt Görlitz am 12. Juni 1971 verliehen anlässlich der 900-Jahr-Feier von Görlitz[27]

## Werke (Auswahl)
- Die arglistige Erschleichung eines Urteils[28]
- Rechtskraft und arglistige Urteilserschleichung. In: Neue Justiz, Jahrgang 1953, S. 447
- Das Zivilprozessrecht der Deutschen Demokratischen Republik[29]
- Die Entwicklung der Juristischen Fakultät der Humboldt-Universität. In: Neue Justiz, Berlin (Ost), Jahrgang 1960, S. 779–786.
- Erfinder- und Neuererrecht der Deutschen Demokratischen Republik[30]